# Cohors II Ulpia Galatarum
La Cohors II Ulpia Galatarum fue una unidad auxilia de infantería del ejército del Imperio romano del tipo cohors quinquagenaria peditata, cuya existencia está atestiguada a lo largo del  siglo II en las provincias orientales del Imperio, conocida, hasta el momento, exclusivamente por Diplomata militaris.

## Reclutamiento  y primeras operaciones bajo Trajano
Esta cohorte fue reclutada por orden de Trajano en el año 111/112 de entre la población no ciudadana de la provincia romana de  Galatia. Esta provincia, altamente romanizada, había sido anteriormente una buena fuente de soldados para el ejército imperial, que, incluso, había conseguido una legión completa por regularización del una unidad entrenada como tal en el reino satélite de Galacia, la Legio XXII Deiotariana. Sin embargo, no se habían reclutado unidades auxiliares de esta provincia hasta Trajano, emperador que lo hizo junto con la Cohors I Ulpia Galatarum.
La cohorte fue reclutada para reforzar el ejército que Trajano estaba reuniendo para invadir el Imperio Parto durante la expeditio Parthica de 114 a 117, campaña en la que la unidad participó.

## Adriano y el resto de losantoninos

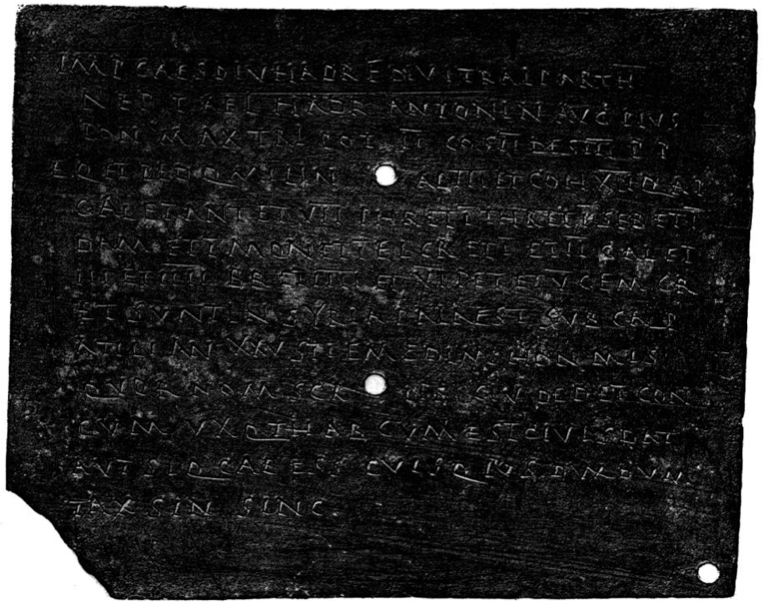
Diploma CIL XVI 87 = AE 1897, 106 = AE 1897, 145 = AE 1898, 3, procedente de Nazaret (Israel), depositado en el Museo del Louvre, en el que aparece el licenciamiento del veterano de la Cohors II Ulpia Galatarum Gayo, hijo de Lucio, con la unidad a las órdenes del prefecto Cayo Flavio Amatiano.

Terminada la guerra pártica de Trajano con la muerte del emperador, por orden de su sucesor Adriano, la unidad permaneció de guarnición en algún lugar del oriente romano, posiblemente en la provincia Syria. En 132 al producirse la Rebelión de Bar Kojba, la unidad fue integrada en el ejército encargado de aplastar esta rebelión, dirigido por el propio Adriano.
Finalizada la guerra con la total victoria romana, la unidad fue asignada a la nueva provincia de Syria Palaestina, como atestigua un Diploma militaris fechado a finales del imperio de Adriano, en 136/137, provincia a la que estuvo asignada durante toda su historia.
Un Diploma militaris de 22 de noviembre de 139, a comienzos del imperio de Antonino Pío, indica que la unidad, que continuaba de guarnición en la provincia  Syria Palaestina, estaba dirigida por el  Praefectus cohortis Quinto Flavio Amaciano, natural de Capua en la Regio I de Italia, y que el soldado Gayo hijo de Lucio, natural de la ciudad de  Nicia en la provincia Bitinia y Ponto, había servido en la unidad durante 25 años desde 114, poco tiempo después de su creación.

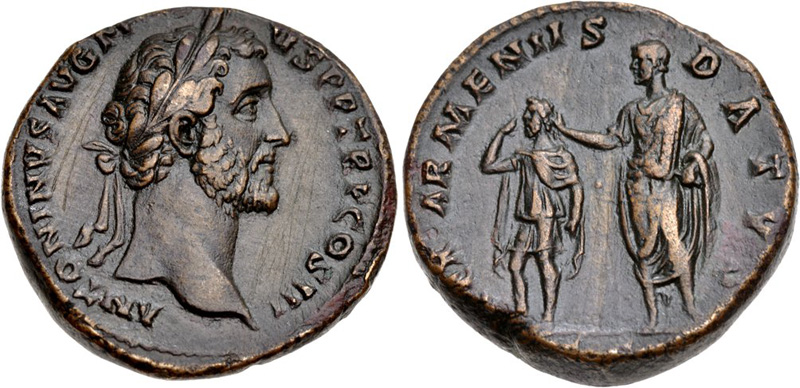
Sestercio de Antonino Pío conmemorativo de la coronación del rey de Armenia, reino fuente de conflictos permanentes entre el Imperio Romano y el Imperio Parto, en los que estuvo involucrada la"Cohors II Ulpia Galatarum".

Bajo el imperio de Antonino Pío, varios Diplomata militaris atestiguan que la unidad seguía de guarnición en algún lugar de la provincia Syria Palestina:
- Diploma de 15 de diciembre de 142.[4]

- Diplomas de 7 de marzo de 160.[5]

La cohorte debió participar en la expeditio Parthica de Lucio Vero entre 162 y 166, retornado al concluir a su provincia de guarnición. En 175, apoyó la sublevación de Avidio Casio contra Marco Aurelio, retornando inmediatamente a la lealtad hacia este último.
El último testimonio conocido de la unidad es del imperio de Cómodo y se trata de otro Diploma militaris fechado entre el 24 y el 27 de noviembre del año 186, que asevera que continuaba formando parte de la guarnición de la provincia Syria Palestina.

## El final de la unidad
Asesinado Cómodo en 192 y su sucesor Pertinax en 193, la cohorte prestó lealtad al gobernador de Siria Pescenio Níger contra Didio Juliano, teniendo que enfrentarse a Septimio Severo, quien se dirigió a Oriente contra Níger en una fulgurante campaña en 193-194, debiendo ser destruida en la decisiva batalla de Issus, ganada por Severo.

## Véase también

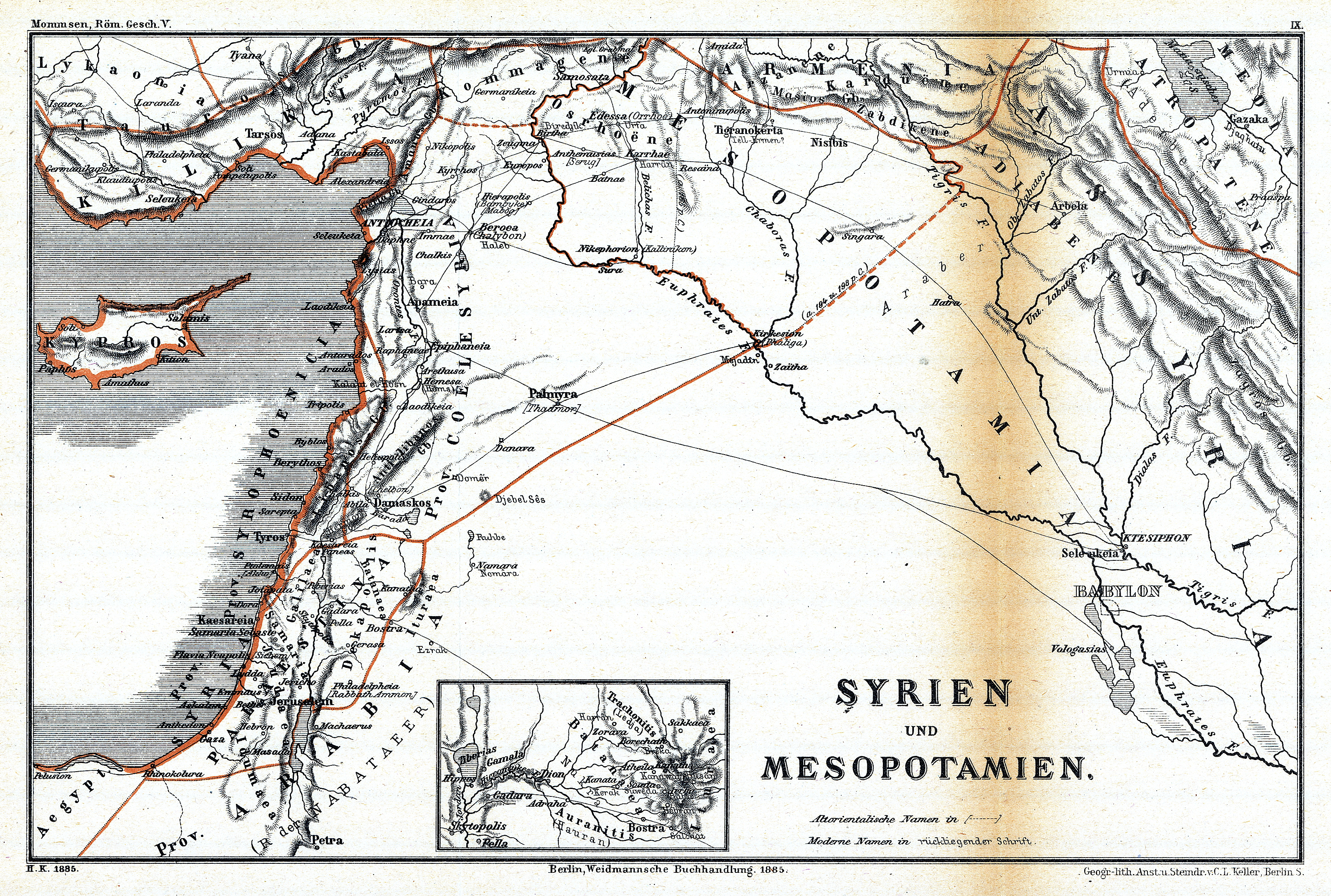
Mapa de las provincias romanas de Oriente según Theodor Mommsem en 1925, apreciándose la provincia "Syria-Palestina", en la que estuvo de guarnición la "Cohors II Ulpia Galatarum" bajo los imperios de Adriano, Antonino Pío, Marco Aurelio y Cómodo.